# Засулля (заказник)
Засу́лля — ботанічний заказник місцевого значення в Україні. Розташований у межах Роменського району Сумської області, на північний захід від села Бобрик. 

## Опис
Площа 13,5 га. Як об'єкт ПЗФ створений 26.05.2004 року. Перебуває у віданні: Роменський агролісгосп (Андріяшівське л-во, кв. 169, вид. 5-6, кв. 170, вид. 27.1, кв. 171, вид. 1-4). 
Розташований у лісовому масиві на піщаній терасі лівого берега річки Сула. Охороняються місцезростання видів рослин, занесених до ЧКУ (пальчатокорінник м'ясочервоний, коручка чемерникоподібна). Є місцем мешкання комах, занесених до Червоної книги України (махаон, жук-олень). 

## Галерея

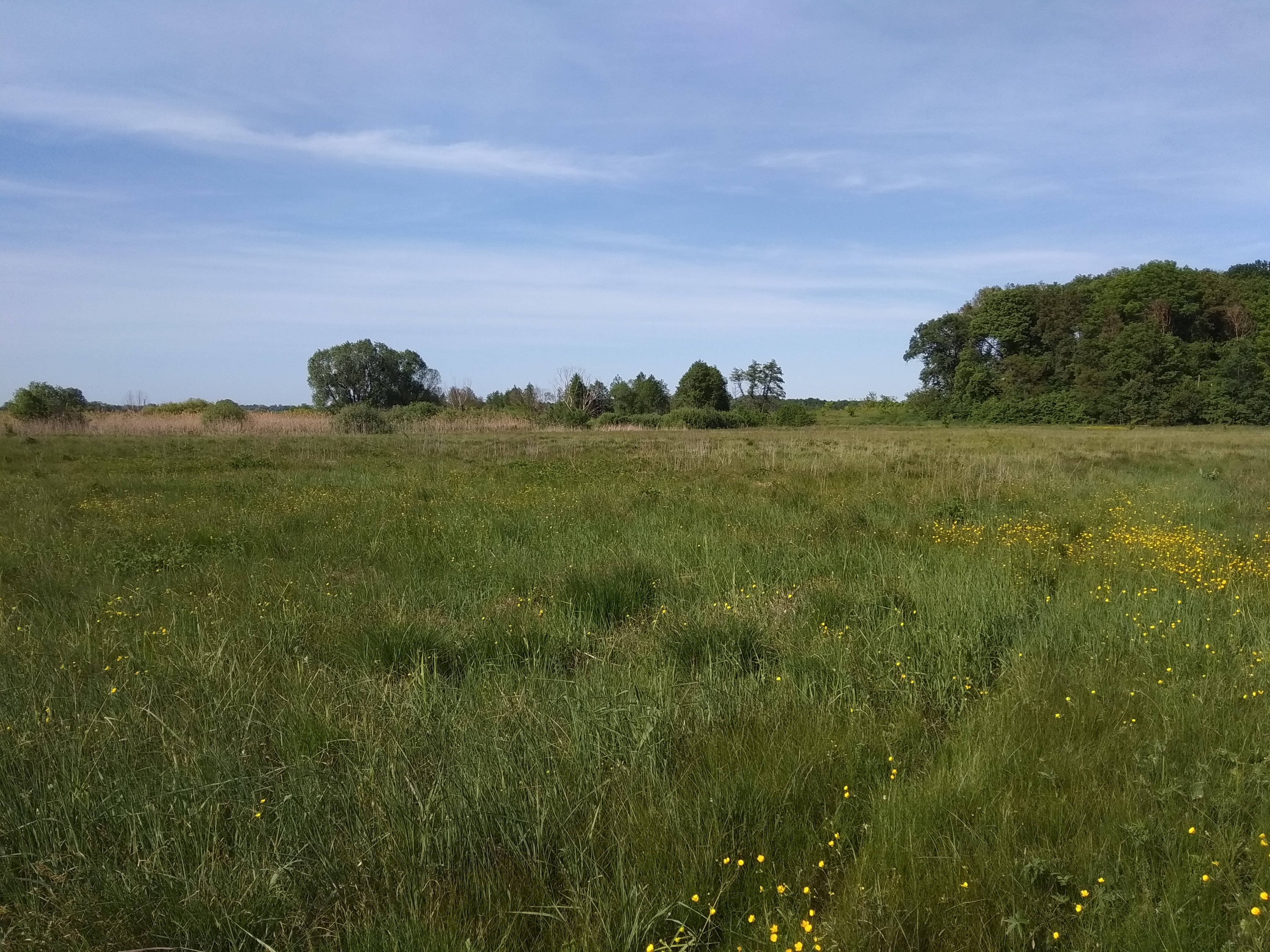
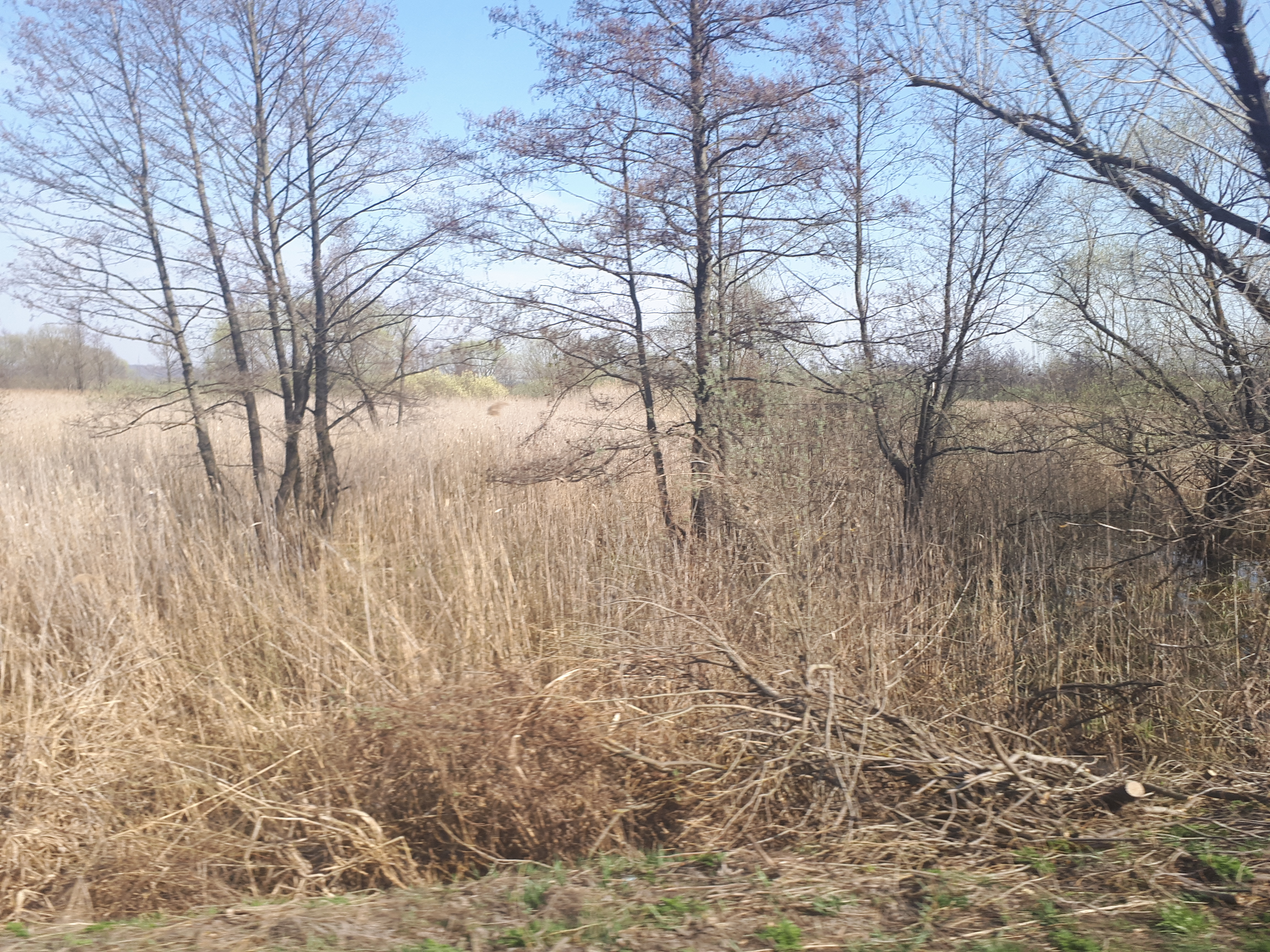
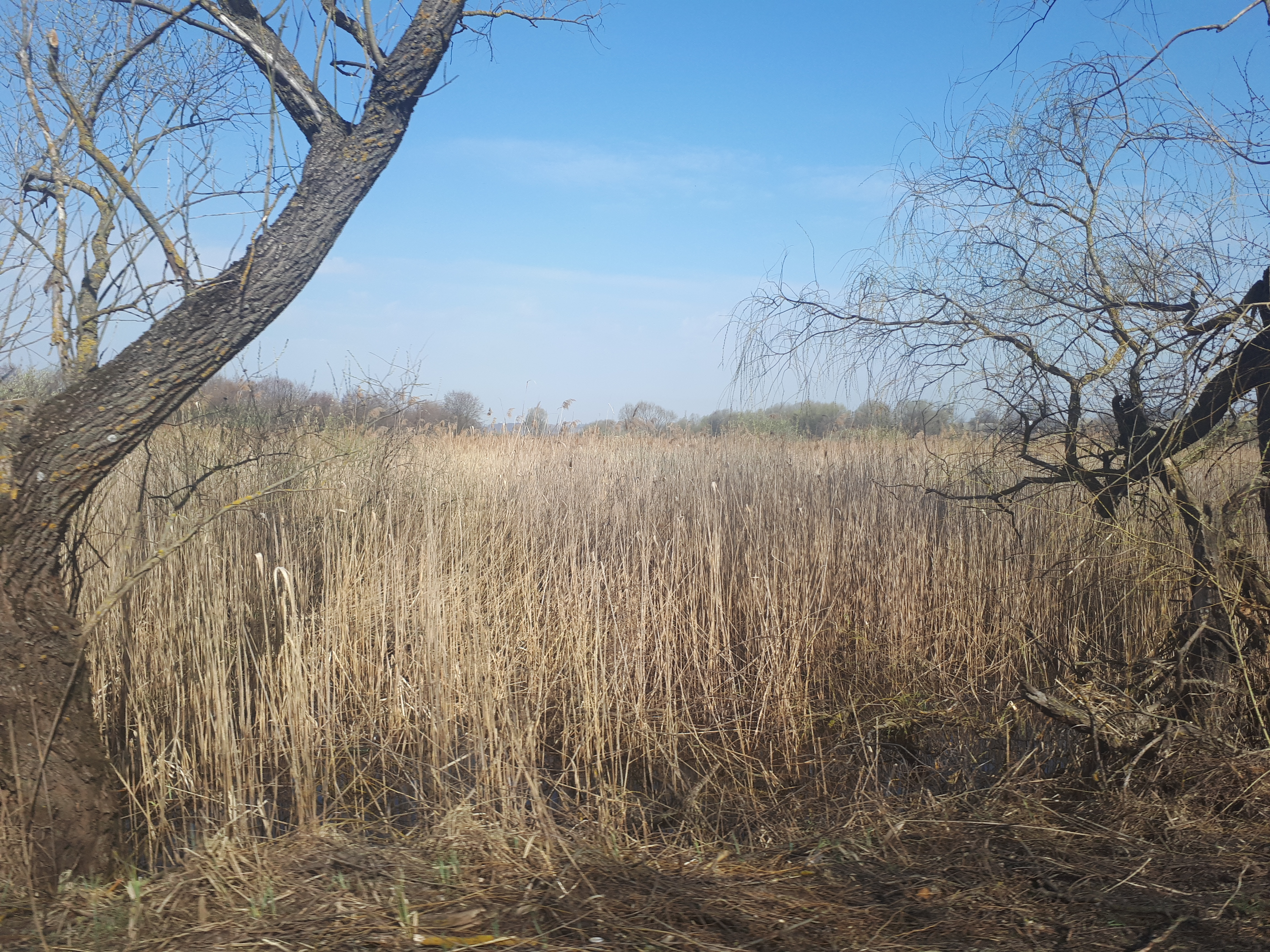